# Щербатов, Лука Осипович
Князь Лука Осипович Щербатов (? — 1633) — дворянин московский и воевода во времена правления Фёдора Ивановича, Бориса Годунова, Смутное время и Михаила Фёдоровича.
Представитель княжеского рода Щербатовых (Рюриковичи). Второй сын воеводы и окольничего, князя Осипа Михайловича Щербатова.

## Биография
Впервые упоминается в 1589 году, когда находился на воеводстве в Михайлове. В 1590—1592 годах — 2-й воевода сторожевого полка в русско-шведской войне (1590—1595).
20 июля 1593 года вступил в местнический спор с князем Владимиром Ивановичем Бахтеяровым. Их спор судил князь Никита Романович Трубецкой, но «тот суд не вершен». Участвовал в церемонии встречи цесарских послов (1594). Дворянин московский, подписался на грамоте об избрании в цари Бориса Годунова (01 августа 1598).
В 1598 году находился на воеводстве в Новгороде-Северском. В 1599 году переведён воеводой в Тюмень. Вскоре после приезда по царскому указу созвал тюменских юртовских татар, князей и мурз, объявив им царское жалованное слово об освобождении от ясака на 1600 году по случаю венчания на царство Бориса Годунова. Неоднократно призывал сыновей хана Кучума прибыть в Тюмень, где им должна была быть объявлена царская милость. Но все его попытки заманить Кучумовичей в Тюмень остались безуспешными.
В 1603 году отозван из Тюмени в Москву, где некоторое время служил в Посольском приказе. В 1604 году его имя несколько раз упоминается в описаниях торжественных приёмов иностранных послов.  В 1605 году участвовал в битве с войсками Лжедмитрия под Новгород-Северским воеводой левой руки. Затем уже в должности воеводы правой руки повел войска на Москву против правительства царя Федора Годунова. В Боярских списках (1611) упомянут дворянином.
В 1618 году упоминается среди воевод во Владимире. В 1622—1624 годах — второй воевода в Казани, где был «товарищем» первого воеводы, боярина князя Ивана Никитича Одоевского, в 1624—1631 годах служил при царском дворе. Обедал у Государя (05 июля 1624). На свадьбе Государя шёл за санями Государыни (05 февраля 1626).
В 1631 году принял монашество в Чудовом монастыре.
Имел вотчину в Московском уезде и поместья в Оболенском уезде.
В Оболенском уезде, за ним жеребьи села Бор с пустошами, половина сельца Ивашковичи.
Скончался в 1633 году.

## Семья
Имел четырех сыновей:
- Князь Щербатов Дмитрий Лукич (? — 1618) — стольник (1611), убит при осаде Москвы (1618).
- Князь Щербатов Фёдор  Лукич — стряпчий с платьем (1611-1618), приехал к Государю из под Смоленска с донесением от князя Дмитрия Черкасского (16 апреля 1622).
- Князь Щербатов Никита Лукич — дворянин московский (1625), сопровождал Государя и обедал с ним в селе Воздвиженском (04 июня 1625), при поездке Государя в Троице-Сергиев монастырь оставался в Москве для её бережения (14 июня 1627).
- Князь Щербатов Семён Лукич (? — 1670), стольник и воевода.